# Phobic
Phobic ist eine italienische Death-Metal-Band aus Tarent, die 1997 gegründet wurde.

## Geschichte
Die Band wurde im Winter 1997 von dem Sänger und Gitarristen Harian, dem Gitarristen Nicko, dem Schlagzeuger Carmelo und dem Bassisten Joan gegründet. Nach ein paar Monaten verließen Harian und Joan die Besetzung, woraufhin der Sänger Skull und der Bassist Luca „Necros“ Capalbo hinzukamen. Im Januar 1998 wurde unter dem Namen Over Turn the Cross ein erstes Demo mit dem Produzenten Mark Urselli in den Maelstrom Studios aufgenommen. Im selben Jahr wurde das Lied Christian Lie zum Sampler Dawn of Gods III von Metal Horse Productions beigesteuert. Im August 1998 wurde das zweite Demo Advanced Tape 1998 aufgenommen, als Capalbo die Band verließ und durch Amon ersetzt wurde. Im März 1999 unterzeichnete die Band einen Plattenvertrag bei dem italienischen Label Elegy Productions, woraufhin sie ihr Debütalbum im September aufnahm und 2001 unter dem Titel Sick Blemished Uncreation veröffentlichte. Dem Erscheinen schlossen sich mehrere Auftritte an, ehe sich die Band 2002 auflöste.
2003 gründete Harian mit dem Gitarristen Fabrizio Moro sowie dem Rest der Besetzung des Debütalbums die Band neu. Jedoch kam es schon kurz darauf wieder zum Zerfall, da Harian in den Norden Italiens zog. 2006 wurde Phobic erneut wiederbelebt, dieses Mal von Harians Bruder Robert „Hammer“, nachdem er seine vorherige Band Horrid verlassen hatte. Während dieser den Gesangsposten einnahm, übernahm Giovanni Mantini aka Vanny Hate das Schlagzeug. Nach mehreren Monaten wurde mit Gabriel ein passender Bassist gefunden. Ende 2009 verließ Robert die Band und wurde durch den Sänger Jericho ersetzt. Im Dezember 2010 wurden die Arbeiten zum Album The Holy Deceiver beendet. Nachdem die Band einen Plattenvertrag bei Punishment 18 Records unterzeichnet hatte, erschien das Album hierüber im Jahr 2012. Nach der Veröffentlichung eines Demos im Jahr 2014, das die beiden Lieder When the Darkness Shall Cover the Earth und The Traitor Touch enthält, wurde 2016 die neue Besetzung bekanntgegeben, die aus dem Gitarristen Harian, dem Sänger Davide Ricciuti aka Dave Satras und dem Bassisten Michael Kohlmann bestand.

## Stil
Frank Stöver von voicesfromthedarkside.de schrieb in seiner Rezension zu Sick Blemished Uncreation, dass hierauf Death Metal im Stil schwedischer Vertreter wie Dismember und Carnage zu hören ist. Nur das Lied S-L-999 lasse sich eher der elektronischen Musik zuordnen. Laut Björn Backes von Powermetal.de fehlt es The Holy Deceiver an Eigenständigkeit, wobei die Gruppe Thrash-Metal-Riffs mit Death-Metal-Grooves vermische. Insgesamt ordnete er den Stil dem Old-School-Death-Metal zu, der sich der US-amerikanischen und schwedischen Spielweisen bediene.

## Diskografie
- 1998: Over Turn the Cross (Demo, Eigenveröffentlichung)
- 1998: Advanced Tape 1998 (Demo, Eigenveröffentlichung)
- 2001: Sick Blemished Uncreation (Album, Elegy Productions)
- 2012: The Holy Deceiver (Album, Punishment 18 Records)
- 2014: Demo (Demo, Eigenveröffentlichung)